# John Fahey (Politiker)
John Joseph Fahey (* 10. Januar 1945 in Wellington, Neuseeland; † 12. September 2020) war ein australischer Politiker. 

## Werdegang
Der 1945 in der neuseeländischen Hauptstadt Wellington geborene John Fahey gehörte als Abgeordneter der Liberal Party von 1984 bis 1996 der Legislative Assembly von New South Wales an und diente zwischen dem 24. Juni 1992 und dem 24. März 1995 als Nachfolger des zurückgetretenen Nick Greiner, ebenso Liberal, Premierminister des Bundesstaates. Unter seine Regentschaft fiel die Zuteilung der Olympischen Spiele von 2020 an Sydney. Nach den Wahlen von 1995 verlor er sein Amt an Bob Carr von der Australian Labor Party.
1996 holte ihn der neu gewählte australische Premierminister John Howard als Minister für Finanzen und Verwaltung in sein Kabinett; auf diesem Posten folgte er Kim Beazley. 2001 zog er sich aus der Politik zurück, nachdem wegen einer Krebserkrankung ein Lungenflügel entfernt wurde. In diesem Zeitraum hatte er auch dem Repräsentantenhaus angehört.
Am 17. November 2007 wurde er als Nachfolger von Richard Pound zum Vorsitzenden der Welt-Antidoping-Agentur (WADA) gewählt. Dieses Amt hatte er von 2008 bis 2013 inne.